# The Way You Make Me Feel
The Way You Make Me Feel è un brano musicale scritto ed interpretato dal cantante statunitense Michael Jackson pubblicato il 9 dicembre 1987 come terzo singolo dal suo settimo album in studio Bad. È uno dei brani più celebri e di maggior successo del repertorio dell'artista.
Raggiunse la prima posizione della classifica generale di Billboard rimanendovi per una settimana e vendendo oltre 4 milioni di copie in tutto il mondo (nel 2018 è stato certificato due volte Disco di platino dalla RIAA per vendite superiori ai 2 milioni di unità negli Stati Uniti.).
The Way You Make Me Feel fu ripubblicato più volte in varie raccolte e cofanetti nel corso della carriera di Jackson: nel primo dei due dischi della raccolta HIStory nel 1995; in Number Ones  e The Essential nel 2003; in The Ultimate Collection nel 2004; in formato DualDisc nella videoraccolta Visionary: The Video Singles nel 2006; in varie versioni di King of Pop nel 2008; in This Is It nel 2009; in versione remix in Immortal nel 2011 e, infine, in Bad 25 nel 2012. In ciascuna delle riedizioni dell'album Bad e in tutte le raccolte in cui è inclusa, il brano è stato rieditato o arricchito con parti vocali e cori nel finale.

## Descrizione
The Way You Make Me Feel è stata scritta e arrangiata da Jackson e co-prodotta da Quincy Jones. Prima della registrazione di Bad, Jackson aveva scritto oltre sessanta canzoni per l'album, con i piani di pubblicazione di un album composto da tre dischi, ma dopo Jones riuscì a convincere Jackson a includere The Way You Make Me Feel, assieme ad altre dieci canzoni, in un unico disco.

## Video
Il video musicale venne diretto da Joe Pytka e si possono notare delle palesi citazioni a famosi musical di Hollywood, in particolare West Side Story e Grease. Nel video compare in un cameo anche La Toya Jackson, sorella di Michael, che era già apparsa in precedenza in un videoclip del fratello, ovvero nel video di Say Say Say, duetto tra MIchael Jackson e Paul McCartney del 1983.
L'8 marzo 1988, Steven Spielberg scrisse una lettera al regista per complimentarsi e lo definì all'epoca "il suo video musicale preferito".
Ci sono due versioni del video (una breve che dura 6 minuti e 43 secondi e la versione completa che dura invece 9 minuti e 28 secondi).
Il 27 marzo 2006 il brano è stato nuovamente pubblicato come parte del Visionary-The Video Singles. Il video musicale della canzone ha influenzato anche la realizzazione del video di Baby, di Justin Bieber, che ricrea un'analoga esperienza amorosa con una ragazza.

### Trama
Il video si apre con un gruppo di ragazzi che scherza e tenta di attirare a sé alcune ragazze che passeggiano per la strada: uno di questi è Michael Jackson, che, ormai scoraggiato e perse ormai le speranze di trovare una ragazza, decide di andarsene a casa. Jackson però incontra, seduto sui gradini del marciapiede, un uomo anziano (interpretato da Joe Seneca), il quale gli suggerisce di essere semplicemente sé stesso: subito dopo arriva una donna interpretata dalla modella Tatiana Thumbtzen, che lui cerca subito di conquistare. La ragazza inizialmente continua a camminare imperterrita ma finisce poi per innamorarsi di Jackson dopo aver assistito al suo ballo.

## Promozione
The Way You Make Me Feel venne eseguita da Jackson per la prima volta ai Grammy Awards del 1988 dove Jackson l'eseguì in una versione inedita, cantando la prima strofa lentamente e concludendo la performance con dei passi di danza differenti dalla coreografia originale vista nel video. Tatiana Thumbtzen, che interpretava l'amata di Jackson nel video del brano, ha fatto una breve apparizione all'inizio della performance. In seguito venne eseguita per la prima volta in concerto nel 1988, durante la seconda parte del Bad World Tour; nei primi concerti europei del Dangerous World Tour nel giugno e luglio 1992 e nuovamente nei concerti giapponesi nel dicembre dello stesso anno; al Royal Concert in Brunei nel 1996; durante la prima parte dell'HIStory World Tour nel 1996 e nei primi concerti della seconda parte, nel 1997; nei Michael Jackson: 30th Anniversary, due concerti celebrativi per i 30 anni di carriera solista di Jackson al Madison Square Garden nel 2001 dove nel primo dei due spettacoli, Jackson ha eseguito la canzone duettando con Britney Spears.
Nella primavera del 2009, Jackson ha provato una nuova versione di The Way You Make Me Feel, per il suo residency show This Is It in programma tra il 2009 e il 2010, poi cancellato in seguito alla sua morte.

## Tracce

### Edizione originale 1987
Vinile 7"
Testi e musiche di Michael Jackson.
1. The Way You Make Me Feel (7" Version) – 4:26
2. The Way You Make Me Feel (Instrumental) – 4:26

Durata totale: 8:52
Vinile 12" Stati Uniti
Testi e musiche di Michael Jackson.
1. The Way You Make Me Feel (Extended Dance Mix) – 7:53
2. The Way You Make Me Feel (Extended Dance Mix Radio Edit) – 5:20
3. The Way You Make Me Feel (Dub Version) – 5:06
4. The Way You Make Me Feel (A Cappella) – 4:30

Durata totale: 22:49
Vinile 12" Regno Unito
Testi e musiche di Michael Jackson.
1. The Way You Make Me Feel (Extended Dance Mix) – 7:53
2. The Way You Make Me Feel (Dub Version) – 5:06
3. The Way You Make Me Feel (A Cappella) – 4:30

Durata totale: 17:29

### The Visionary Single(2006)
Testi e musiche di Michael Jackson.
1. The Way You Make Me Feel (7" Version) – 4:26
2. The Way You Make Me Feel (Extended Dance Mix) – 7:53
3. The Way You Make Me Feel (Videoclip, Short Version) – 6:43

Durata totale: 19:02

### Versioni ufficiali
1. The Way You Make Me Feel (Album Version) – 5:00
2. The Way You Make Me Feel (Album Version n°2) (parti vocali e cori aggiuntivi nel finale. Dal 1988 in tutte le ristampe dell'album a cura della Sony Music così come in tutte le raccolte in cui il brano è incluso) – 4:58
3. The Way You Make Me Feel (7" Edit) (talvolta chiamata "7" Mix", "7" Version", "Single Edit" o "Single Version") – 4:26
4. The Way You Make Me Feel (Instrumental) – 4:26
5. The Way You Make Me Feel (Extended Dance Mix) – 7:53
6. The Way You Make Me Feel (Extended Dance Mix Radio Edit) – 5:20
7. The Way You Make Me Feel (Dub Version) – 5:06
8. The Way You Make Me Feel (A cappella) – 4:30
9. The Way You Make Me Feel (Videoclip, Long Version) (versione integrale del video, inclusa nel DVD Video Greatest Hits - HIStory, in Michael Jackson's Vision e nel DVD dell'edizione target di Bad 25) – 9:28
10. The Way You Make Me Feel (Videoclip, Short Version) (inclusa nel VHS Video Greatest Hits - HIStory e in Number Ones) – 6:43

## Classifiche

### Classifiche settimanali
| Classifica (1987/88)             | Posizione massima |
| -------------------------------- | ----------------- |
| Australia                        | 5                 |
| Austria                          | 15                |
| Belgio (Fiandre)                 | 2                 |
| Canada                           | 7                 |
| Europa                           | 3                 |
| Finlandia                        | 17                |
| Francia                          | 29                |
| Germania                         | 12                |
| Irlanda                          | 1                 |
| Italia                           | 4                 |
| Nuova Zelanda                    | 2                 |
| Paesi Bassi                      | 6                 |
| Regno Unito                      | 3                 |
| Spagna                           | 2                 |
| Stati Uniti                      | 1                 |
| Stati Uniti (adult contemporary) | 9                 |
| Stati Uniti (dance club)         | 1                 |
| Stati Uniti (dance/electronic)   | 3                 |
| Stati Uniti (R&B)                | 1                 |
| Sudafrica                        | 16                |
| Svizzera                         | 8                 |
| Classifica (2006)                | Posizione massima |
| Francia                          | 59                |
| Irlanda                          | 26                |
| Italia                           | 41                |
| Paesi Bassi                      | 24                |
| Regno Unito                      | 17                |
| Spagna                           | 1                 |
| Classifica (2009)                | Posizione massima |
| Australia                        | 13                |
| Austria                          | 50                |
| Danimarca                        | 20                |
| Germania                         | 61                |
| Italia                           | 28                |
| Nuova Zelanda                    | 17                |
| Paesi Bassi                      | 40                |
| Regno Unito                      | 34                |
| Stati Uniti (digital)            | 6                 |
| Svezia                           | 24                |
| Svizzera                         | 25                |

### Classifiche di fine anno
| Classifica (1987) | Posizione |
| ----------------- | --------- |
| Belgio (Fiandre)  | 92        |
| Classifica (1988) | Posizione |
| Australia         | 86        |
| Italia            | 46        |
| Stati Uniti       | 36        |

## Cover
La canzone è stata reinterpretata da Paul Anka nell'album Rock Swing del 2005. Anche il duo australiano Shakaya ha registrato una cover della canzone, che è stata pubblicata come loro quarto singolo nel 2003.
Una cover è stata anche realizzata da Maria Lawson in un episodio di X Factor del Regno Unito nel 2005 con il testo modificato al femminile.

### Versione delle Shakaya

#### Tracce del singolo
1. The Way You Make Me Feel – 3:50
2. The Way You Make Me Feel (Keepin' It Real) – 3:54
3. The Way You Make Me Feel (Extended Club Mix) – 6:08
4. Them Other Ladies – 3:38
5. It's a Party – 3:16

Durata totale: 20:46

## Nella cultura di massa
La si può sentire nell'ultimo film di Fellini La voce della luna: è la canzone che è ballata dai giovani esaltati e "scimmiottanti" in discoteca.